# Coxicerberus abbotti
Coxicerberus abbotti är en kräftdjursart som först beskrevs av Lang 1961.  Coxicerberus abbotti ingår i släktet Coxicerberus och familjen Microcerberidae. Inga underarter finns listade i Catalogue of Life.